# Le Jeu sérieux
Le Jeu sérieux (titre original en suédois Den allvarsamma leken) est un roman de l'écrivain suédois Hjalmar Söderberg. Le livre a été publié en 1912 aux éditions Albert Bonniers Förlag, à Stockholm. Il raconte l'histoire d'un homme et d'une femme qui sont tombés amoureux et restent en amour, mais qui sont séparés et marient les autres.
Il y a une traduction française de 1995, par Elena Balzamo.
Trois adaptations suédoises de livre ont paru : en 1945, en 1977 et en 2016.